# Friedenstein
Friedenstein – zamek w Gocie w Niemczech, w kraju związkowym Turyngia, zbudowany w stylu barokowym w połowie XVII w. na miejscu wcześniejszej budowli, istniejącej tu zapewne od XI w. do połowy XVI w. Stanowił rezydencję książąt Saksonii-Gothy, obecnie jest siedzibą muzeów i innych instytucji.

## Historia
Obecny zamek wzniesiono staraniem księcia Saksonii-Gothy Ernesta I Pobożnego, który wybrał Gothę na swoją siedzibę po podziale księstwa saskiego. Jego budowę rozpoczęto w 1643, a zakończono w 1656. Wzniesiono go na wzgórzu wznoszącym się ponad miastem, na którym wcześniej znajdował się zamek Grimmenstein, wówczas już w ruinie według planów Caspara Vogella. W latach 50. XVII w. rozpoczęto budowę fortyfikacji. Nazwa zamku Friedenstein (dosłownie: "Kamień pokoju") książę nadał mu w związku z szalejącą w momencie rozpoczęcia budowy w Rzeszy wojną trzydziestoletnią. Za rezydencję książęcą północne skrzydło budynku zaczęło służyć już po trzech latach od rozpoczęcia budowy. 
W XVIII w. zlikwidowano potężne fortyfikacje otaczające wcześniej zamek i staraniem księcia Ernesta II otoczono go parkiem w stylu angielskim, jednym z pierwszych na kontynencie. W XVII i XVIII w. kolejni książęta sasko-gotajscy przebudowywali wnętrza zamku (m.in. już w końcu XVII w. dzieląc pierwszą główną salę na mniejsze pomieszczenia). Funkcję stałej rezydencji książęcej zamek przestał pełnić ok. 1800, a po 1918 urządzono w nim muzeum.

## Stan obecny
Zamek, który nie został nigdy zniszczony, przetrwał do obecnych czasów w stanie niemal niezmienionym. Główne skrzydło, północne, o czterech kondygnacjach, mieści apartamenty oraz kościół zamkowy. Boczne skrzydła, wschodnie i zachodnie, miały po trzy kondygnacje. Prowadziły do flankujących każde skrzydło od południa pawilonów o czterech kondygnacjach i otaczały obszerny dziedziniec. Pierwotnie od strony południowej między pawilonami znajdowała się parterowa ujeżdżalnia, którą rozebrano w XVIII w. W chwili budowy było to jedno z największych założeń zamkowych – skrzydło północne ma długość około 100 m, a boczne około 140 m.
Najważniejsze pomieszczenia reprezentacyjne znajdują się na drugim piętrze skrzydła północnego. Apartamenty księcia zdobią sztukaterie Giovanniego Caroveriego z drugiej połowy XVII w., a apartamenty księżnej dekoracje rocaille'owe z połowy XVIII w. według projektów Gottfrieda Heinricha Krohnego. Do apartamentów przylega wspaniała sala główna (Hauptsaal), pochodząca z przebudowy w latach 80. XVII w. zdobiona portretami i herbami książąt gotajskich. W skrzydle północnym, w jego wschodniej części, znajduje się też kościół zamkowy, przebudowany w końcu XVII w., na przełomie XVIII i XIX w. uzupełniony o emporę, a w XIX w. o organy.
W południowej części skrzydła zachodniego umieszczono w latach 80. XVII w. teatr zamkowy (później nazwany Ekhof-Theater), modernizowany w drugiej połowie XVIII w., w którym zachowała się oryginalna maszyneria sceniczna.
Na zewnątrz zamku zachowały się podziemne części dawnych fortyfikacji z drugiej połowy XVII w. oraz rozległe tereny zielone, obejmujące Orangeriegarten (Ogród Oranżeryjny) i park angielski, oba z drugiej połowy XVIII w. Na jeziorze znajdującym się w parku znajduje się wyspa, która w XVIII i XIX w. służyła jako miejsce spoczynku członków rodziny książęcej, m.in. Ernesta II i jego syna Augusta.
W zamku siedzibę mają muzea i biblioteka naukowa (Forschungsbibliothek Gotha). Corocznie odbywają się tu dwa festiwale: letni Ekhof Festival (skoncentrowany wokół teatru zamkowego) oraz sierpniowy Barockfest (przywołujący XVIII-wieczny styl życia pałacowego).

## Galeria

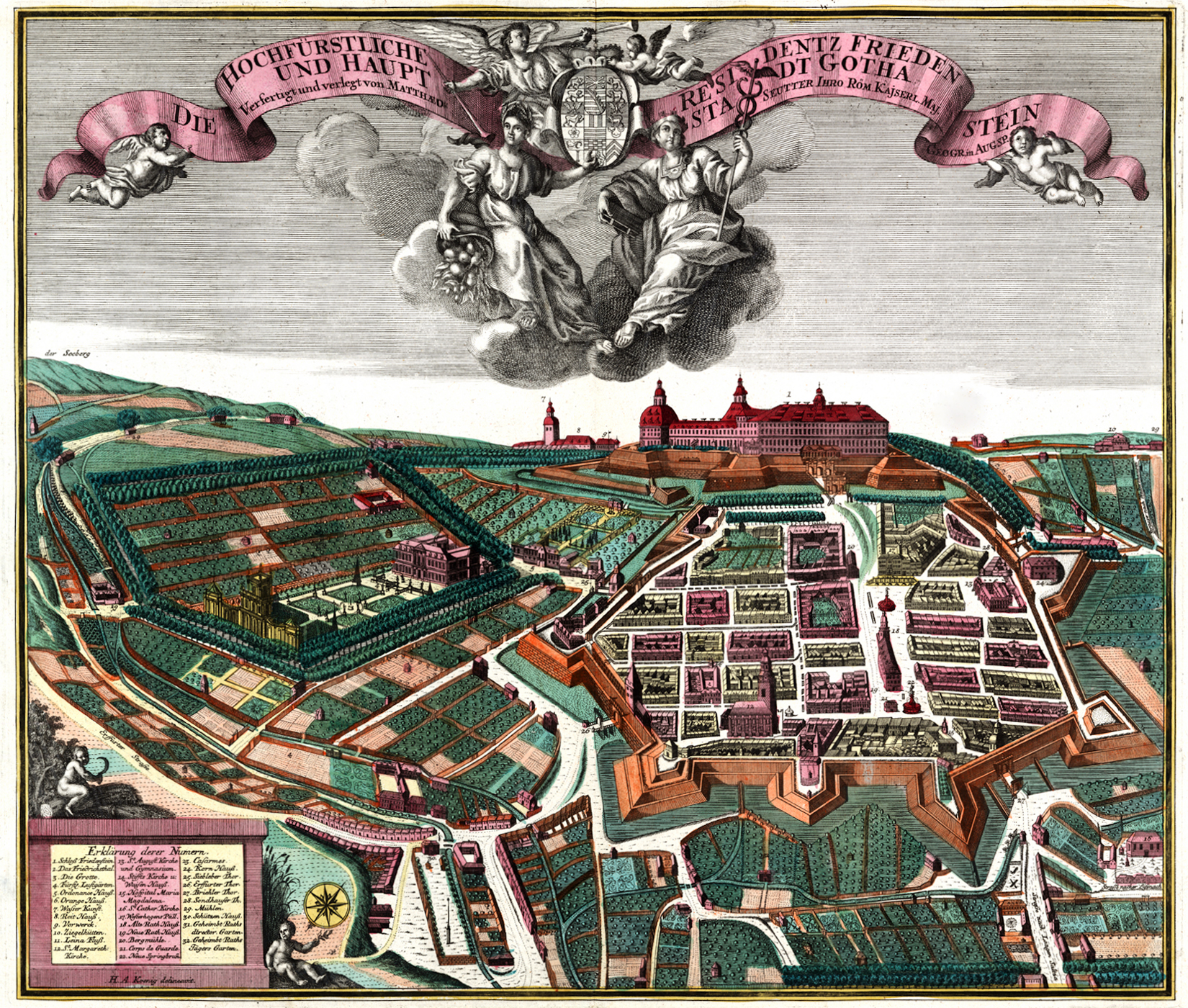
Panorama Gothy z 1738, z zamkiem dominującym nad miastem
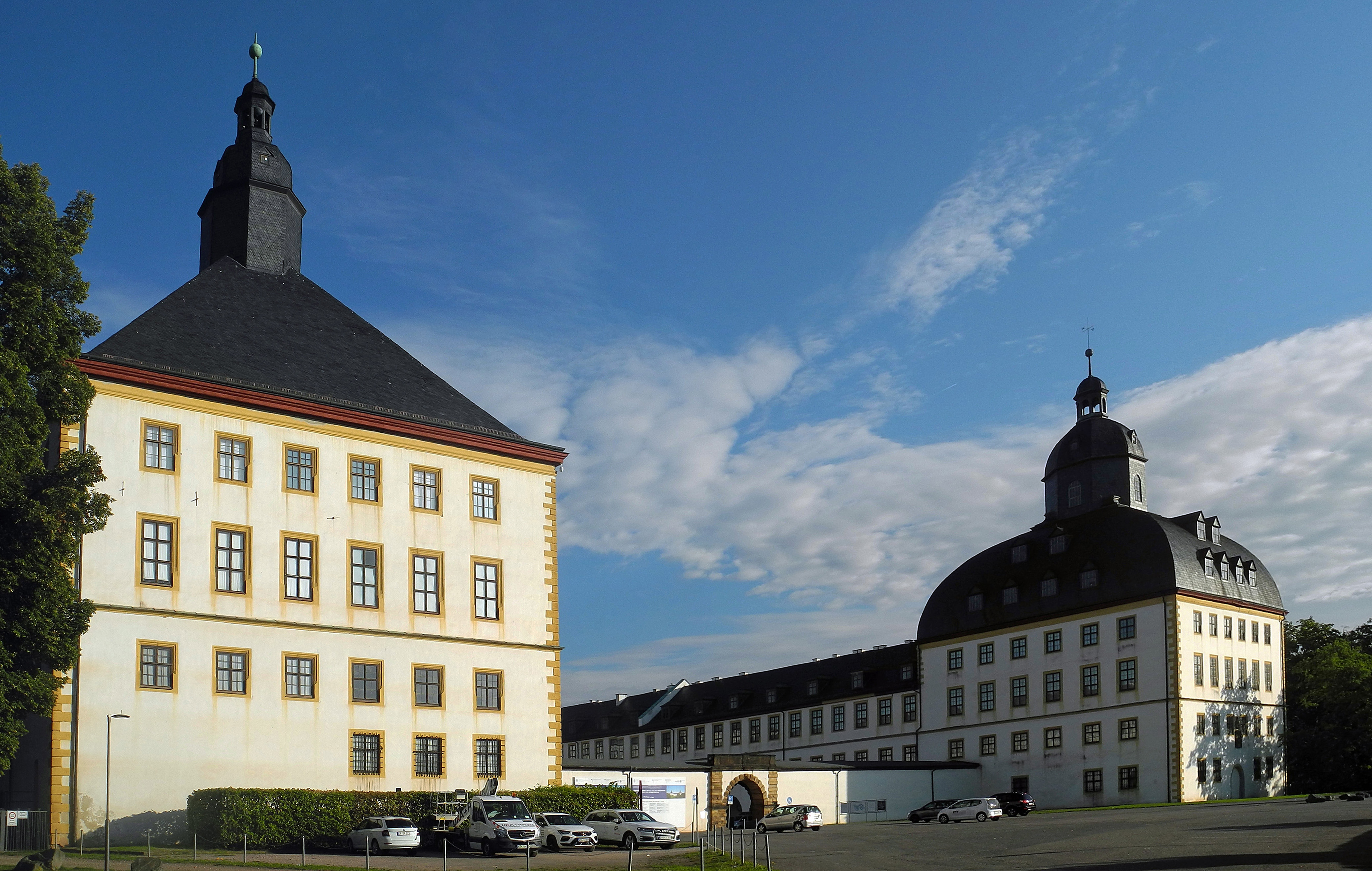
Widok zamku od południa
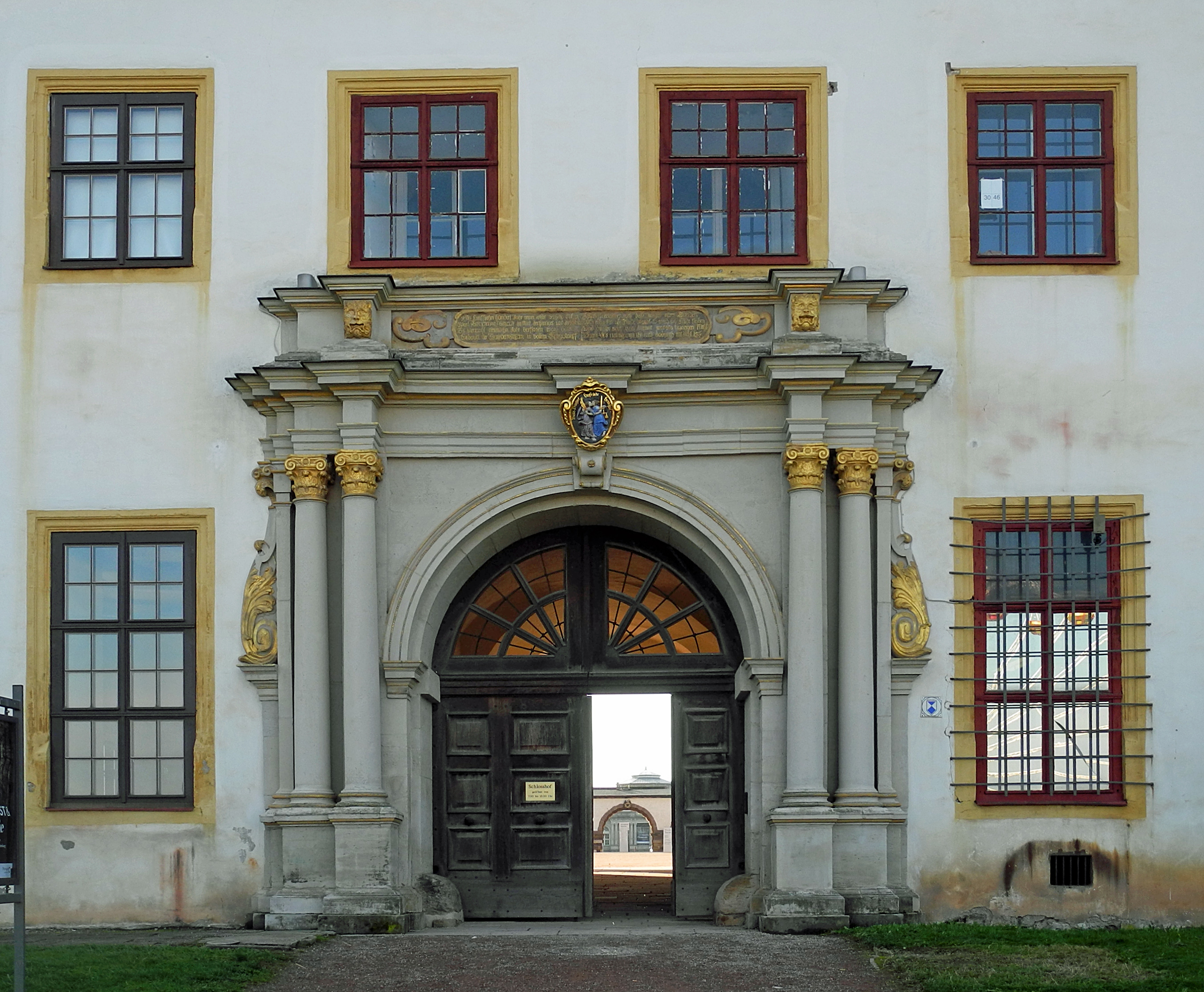
Północny portal zamku
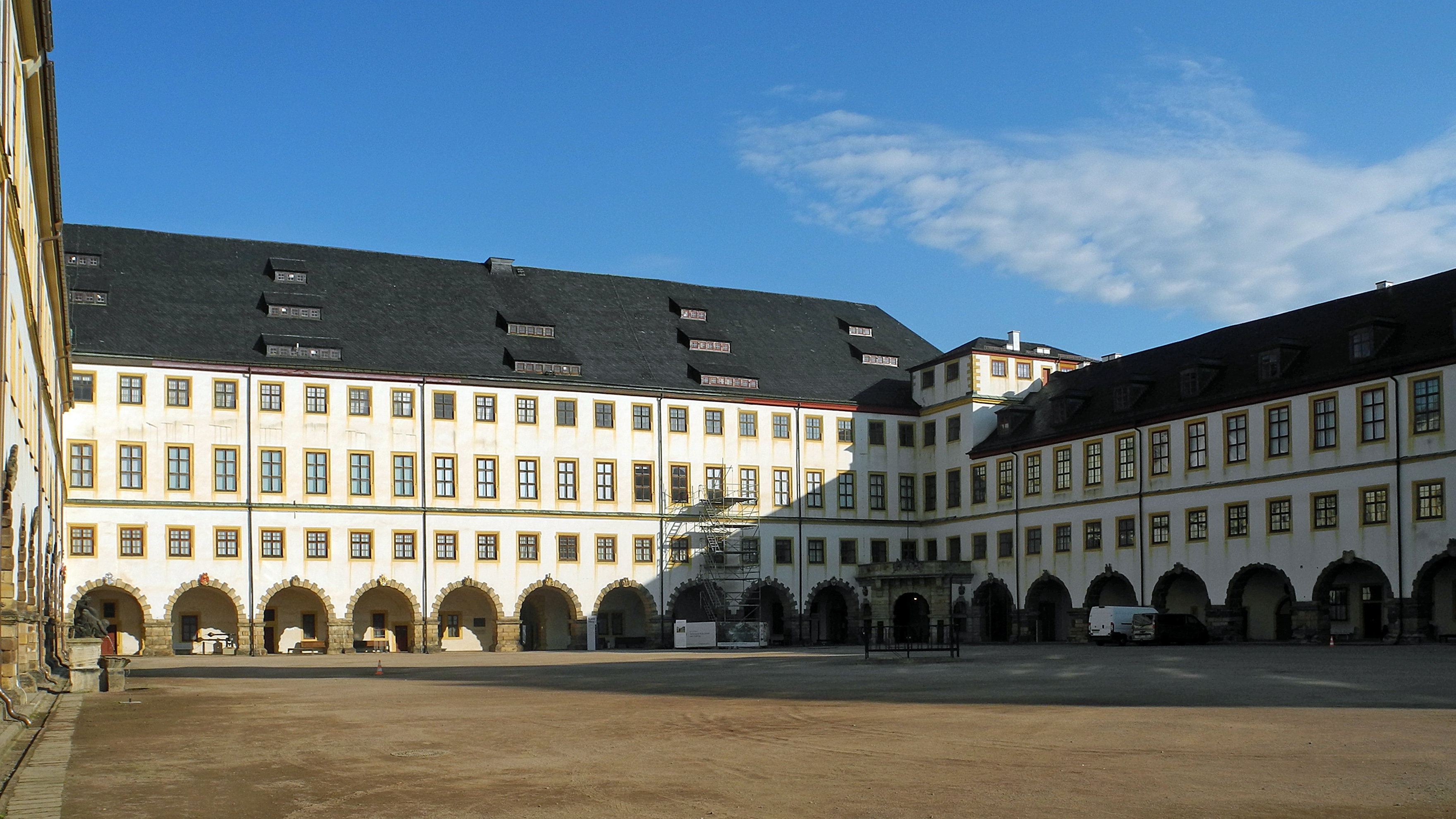
Dziedziniec zamkowy
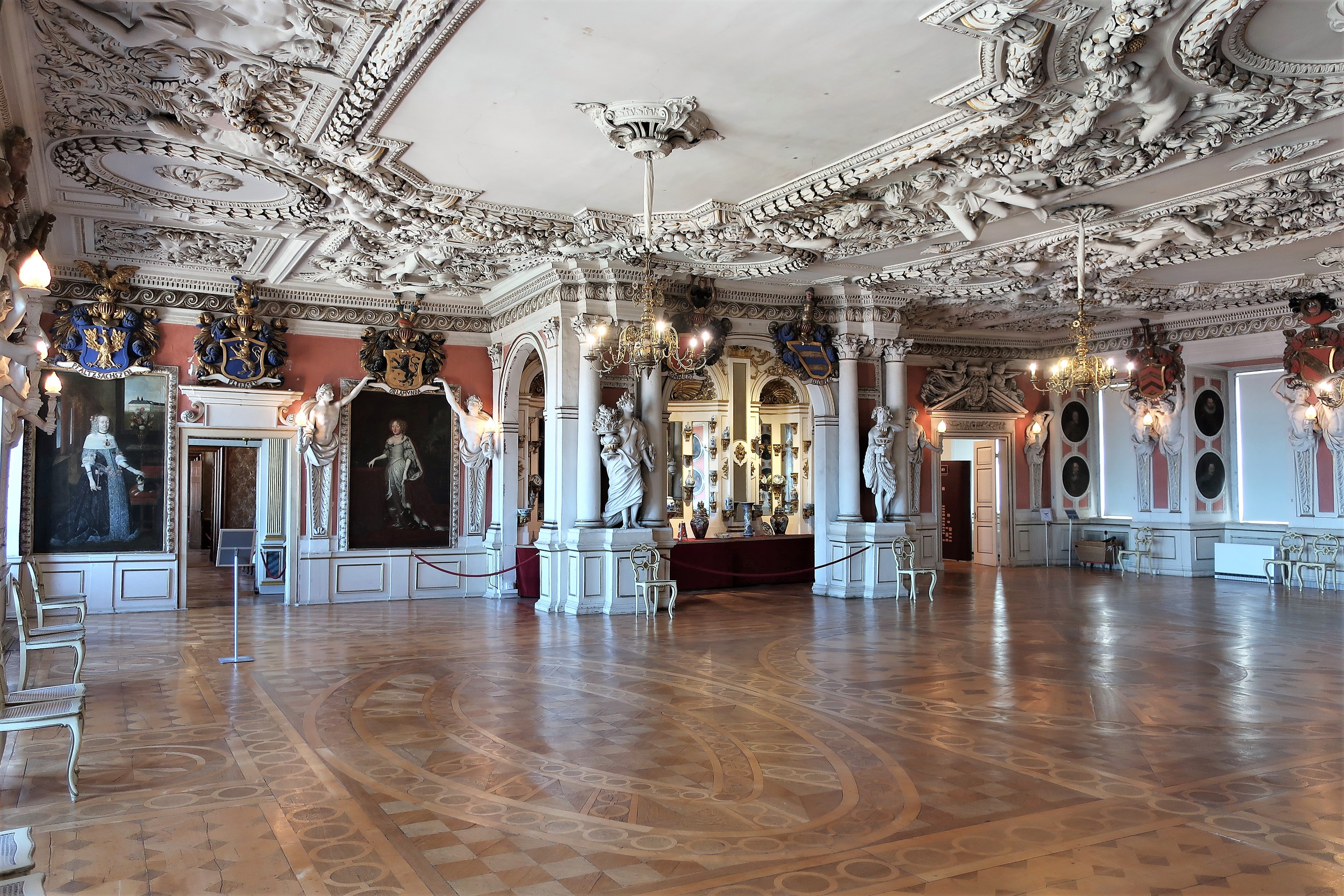
Wnętrze zamku, Festsaal
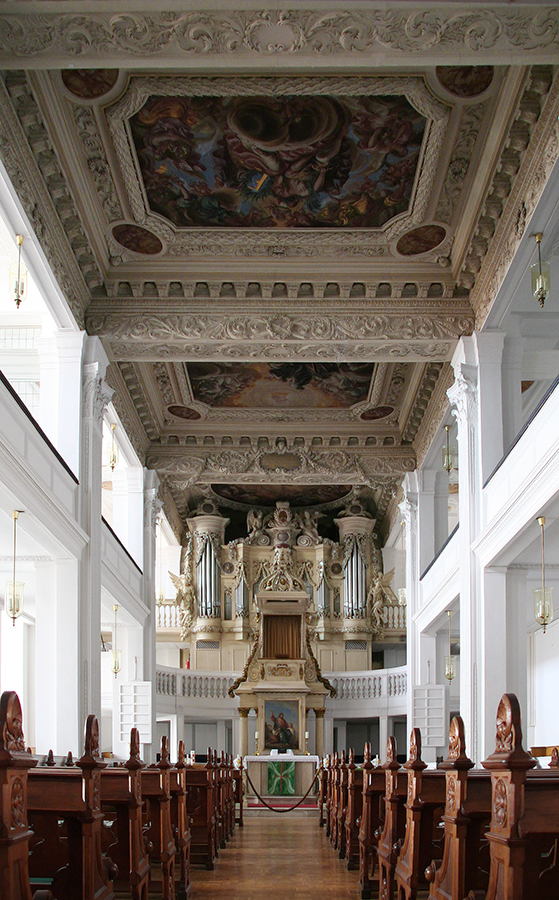
Wnętrze kościoła zamkowego
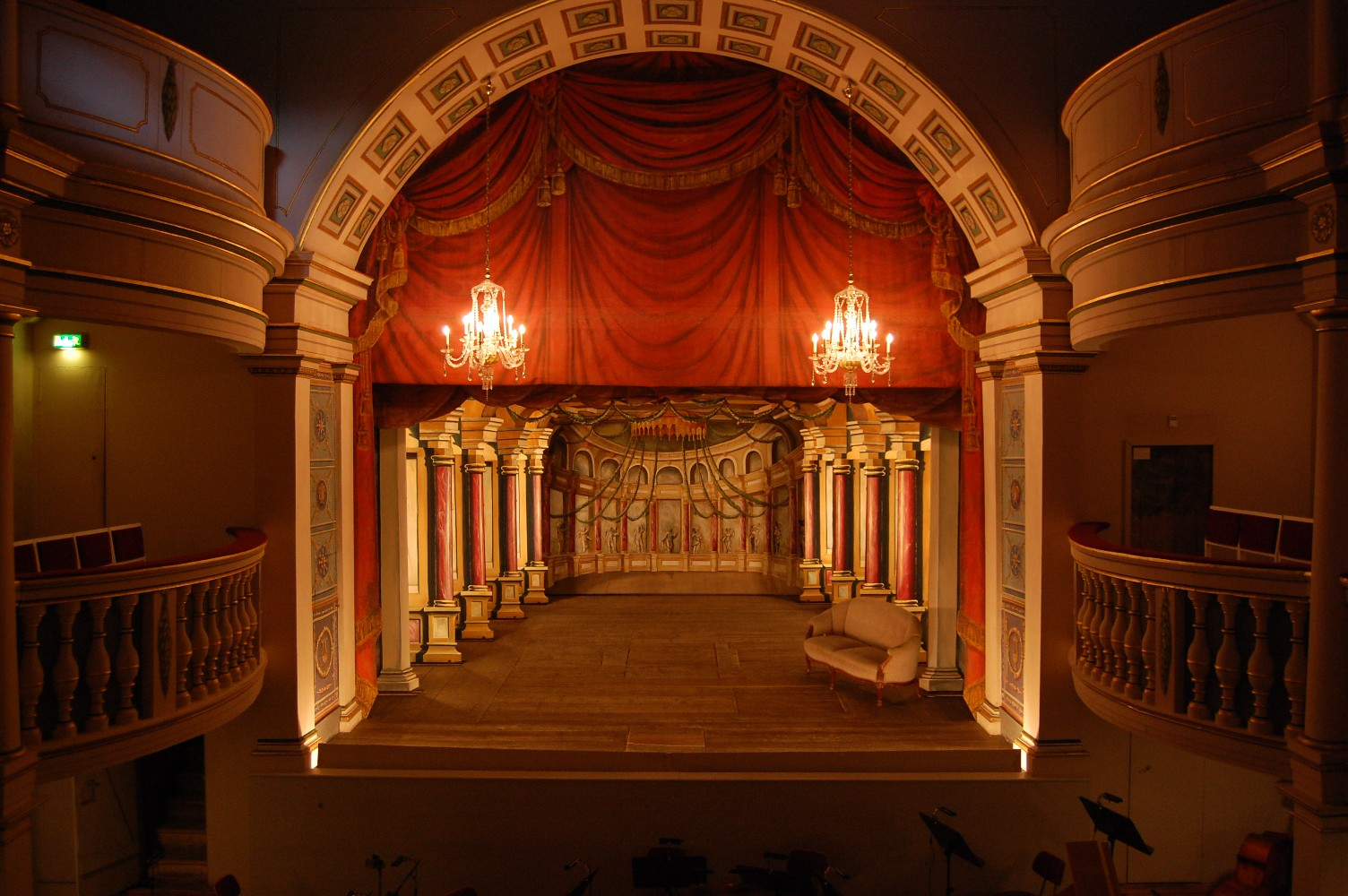
Scena teatru zamkowego